# Jean-Baptiste Édouard Bornet

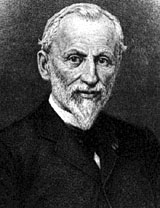
Jean-Baptiste Édouard Bornet.

Jean-Baptiste Édouard Bornet, född 2 september 1828 i Guérigny, död 18 december 1911 i Paris, var en fransk botaniker.
Bornet förvärvade medicine doktorsgraden, och ägnade sig därefter åt studiet av de lägre växterna. Han undersökte tillsammans med sin lärare Gustave Adolphe Thuret algerna och deras fortplantning, samt meddelade efter dennes död de rön och upptäckter, som de gjort tillsammans, i Notes algologiques (1876–1880) och Études phycologiques (1878; analyser av havsalgerna). Han utarbetade vidare (tillsammans med Charles Flahault) Revision des Nostocacées héterocystées contenues dans les principaux herbiers de France (1886–1888). 
Bornet blev ledamot av Institut de France 1886, av Vetenskapsakademien i Stockholm 1888 och av Vetenskapssocieteten i Uppsala 1891. Sistnämnda år erhöll han den stora guldmedaljen av Linnean Society i London.
Auktorsnamnet Bornet kan användas för Jean-Baptiste Édouard Bornet i samband med ett vetenskapligt namn inom botaniken; se Wikipediaartiklar som länkar till auktorsnamnet.